# Холтс Самит (Мисури)
Холтс Самит (енгл. Holts Summit) град је у америчкој савезној држави Мисури.

## Демографија
По попису из 2010. године број становника је 3.247, што је 312 (10,6%) становника више него 2000. године.
| Група             | 2000.         | 2010.         |
| Белци             | 2.749 (93,7%) | 2.954 (91,0%) |
| Афроамериканци    | 87 (3,0%)     | 128 (3,9%)    |
| Азијати           | 2 (0,1%)      | 15 (0,5%)     |
| Хиспаноамериканци | 37 (1,3%)     | 73 (2,2%)     |
| Укупно            | 2.935         | 3.247         |